# Takafumi Shimizu
Takafumi Shimizu (født 30. juni 1992) er en japansk fodboldspiller.
Han har spillet for flere forskellige klubber i sin karriere, herunder Júbilo Iwata og Mito HollyHock.